# Кисельов Микола Іванович
Мико́ла Іва́нович Кисельо́в (рос. Николай Иванович Киселёв, нар. 29 січня 1946, Кінешма) — радянський футболіст, що грав на позиції півзахисника. По завершенні ігрової кар'єри — радянський та російський футбольний тренер. Майстер спорту СРСР (1968). Заслужений тренер РРФСР (1989).
Виступав, зокрема, за клуб «Спартак» (Москва), з яким став чемпіоном країни та володарем національного кубка, а також національну збірну СРСР, у складі якої був учасником чемпіонату світу 1970 року.

## Клубна кар'єра
Виріс та почав грати в Кінешмі, Івановська область. Починав кар'єру в команді «Томна» з рідного міста. Головній команді області, «Текстильнику» з Іванова, Кисельов не підійшов. По закінченні школи Микола переїхав грати в Сєвєродонецьк на запрошення тренера місцевого клубу «Хімік» Євгена Пестова, свого земляка. 1967 року перейшов в луганську «Зорю», до тренера Євгена Горянського.
Трохи пізніше знайомі порекомендували Кисельова головному тренеру московського «Спартака» Микиті Симоняну, після чого послідувало запрошення в Москву. Спочатку Кисельов виступав за дубль, але згодом закріпився в основі. У складі команди ставав чемпіоном (1969) та володарем кубка СРСР (1971). Більшість часу, проведеного у складі московського «Спартака», був основним гравцем команди.
Протягом сезону 1974 року захищав кольори команди клубу «Іскра» (Смоленськ), проте завершив професійну ігрову кар'єру все ж у «Спартаку» (Москва), куди повернувся 1975 року. Проте через травму спини Кисельов змушений був завершити ігрову кар'єру в ранньому віці.

## Виступи за збірну
20 лютого 1969 року дебютував в офіційних матчах у складі національної збірної СРСР в товариській грі проти збірної Колумбії в Боготі (1:3).
У складі збірної був учасником чемпіонату світу 1970 року у Мексиці, де зіграв у трьох з чотирьох матчах збірної.
Протягом кар'єри у національній команді, яка тривала усього 3 роки, провів у формі головної команди країни 14 матчів.

## Кар'єра тренера
Входив до складу першого випуску Вищої школи тренерів (ВШТ), разом з ним тренерські курси закінчили такі відомі футболісти та тренери як Кахі Асатіані, Віталій Хмельницький, Геннадій Логофет, Едуард Малофєєв, Павло Садирін, Петро Шубін, Віктор Прокопенко, Анатолій Коршунов.
В 1979 помічник тренер юніорської збірної СРСР на ЧС-79 (2-е місце, поступилися у фіналі Аргентині 1:3), в 1981 — головний тренер молодіжної збірної СРСР, яка виграла бронзові медалі ЧЄ-81.
Дебютував як клубний головний тренер 1984 року в білоруському «Гомсільмаші», з яким зайняв 5-е місце 5 зони Другої ліги (краще місце клубу в історії чемпіонатів СРСР). За сімейними обставинами переїхав до Липецька, де рік працював з місцевим «Металургом». Потім було недовге відрядження в Самарканд, де Микола тренував місцеве «Динамо» (Самарканд).
В 1989 по лінії «Совінтерспорта» виїхав працювати тренером в ОАЕ. В 1989 — 1993 роках працював технічним директором «Аль-Джазіри», після чого був головним тренером ліванського «Аль-Ансара», з яким став чемпіоном та володарем Кубка Лівану, а також учасником фінального турніру Кубка азійських чемпіонів. З 1994 по 1995 рік працював знову у «Аль-Джазірі». Цього разу тренером. Головним тренером не став, оскільки керівництво клубу не хотіло підписувати контракт на умовах Кисельова.
1996 року повернувся до Росії на посаду головного тренера в саратовський клуб «Сокіл-ПЖД», після чого недовго тренував «Орел».
У 1999–2000 роках працював у структурі «Спартака» (Москва), де тренував другу команду, після чого повернувся назад в «Орел».
В подальшому очолював «Сатурн» та вірменський «Бананц», проте надовго в клубах не затримався.
З 2008 до 2010 року був головним тренером «Орла», який на той час мав назву «Русичі». Після закінчення сезону 2010 року, який команда завершила на низькому 13 місці Другої ліги, Кисельов був відправлений у відставку..

## Досягнення
- Чемпіон СРСР: 1969
- Володар Кубка СРСР: 1971
- Чотири рази включався в список 33-х найкращих чемпіонату СРСР.